# Раціон
Раціон (від лат. ratio; rationis — рахунок) — норма харчових продуктів для людей і норма кормів для годівлі тварин на добу або певний термін.

## У тваринництві
У тваринництві, кормовий раціон — це набір різних кормів у кількостях, що забезпечують добову потребу тварин у всіх поживних речовинах. Якщо раціон повністю задовільняє потребу тварини в необхідних поживних речовинах, то він називається збалансованим. Щоб порівнювати корми за поживністю (енергетичною) при складанні раціонів користуються показниками кормових одиниць.
При складанні раціонів необхідно орієнтуватися на зразкові добові раціони, розроблені науково дослідними інститутами. Повноцінне годування — основа для прояву генетичного потенціалу продуктивності тварин і птиці та ефективної трансформації живильних речовин корму в продукцію. Неправильне годування призводить на практиці до нераціонального витрачання кормів і фінансових втрат.